# ستيف ليفين
ستيف ليفين (بالإنجليزية: Steve Leven)‏ ستيف ليفين (من مواليد 15 أكتوبر 1981 في سيدني ، أستراليا ) هو لاعب كرة سلة أسترالي محترف متقاعد، وهو الآن خبير ورائد في تطوير وتطبيقات التقنيات الناشئة مثل الذكاء الاصطناعي. 

## البدايات
بدأ ليفين مسيرته الرياضية مع جامعة أوبورن في عام 2002 ، ثم انتقل إلى جامعة وايومنغ بسبب إدانة أوبورن بانتهاكات الرابطة الوطنية لرياضة الجامعات.

## الاحتراف
بدأ ليفين مسيرته المهنية بعد إعلان دخوله المبكر في مسودة الدوري الاميركي للمحترفين لعام 2006. ثم شارك في دوري لاس فيغاس الصيفي للرابطة الوطنية لكرة السلة، ودوري روكي ماونتن الصيفي للرابطة الصيفية. ثم انضم إلى فريق بالونكيستو مالقا في دوري الدرجة الأولى الإسباني ACB. كما لعب في الولايات المتحدة وروسيا واليونان وألمانيا وأمريكا الجنوبية.

## المسار المهني
شهدته مسيره المهنية العديد من المشاركات ومنها:
- 2001 – 2002: جامعة أوبورن ( أوبورن النمور )
- 2002 – 2003: جامعة وايومنغ ( وايومنغ رعاة البقر )
- 2003 – 2004: وايومنغ (NCAA)
- 2004 – 2005: وايومنغ (NCAA)
- 2005 – 2006: وايومنغ (NCAA)
- 2005 ، مايو: 2006 مشروع NBA للدخول المبكر
- 2005: تدريبات فردية مع فرق الدوري الاميركي للمحترفين سان انطونيو سبيرز ، واشنطن ويزاردز ، شارلوت بوبكاتس ، بوسطن سيلتيكس ، نيو اورليانز / أوكلاهوما سيتي هورنتس ، يوتا جاز
- 2005 ، الدوري الاميركي للمحترفين: سان انطونيو سبيرز ، الولايات المتحدة الأمريكية - الموسم التمهيدي
- 2005 الدوري الاميركي للمحترفين: لوس أنجلوس كليبرز ، الولايات المتحدة الأمريكية - عقد لمدة 10 أيام
- 2006 ، فريق ACB: Unicaja Malaga ، إسبانيا
- 2006 ، فريق A1: Maroussi BC ، اليونان
- 2007: سبارتاك سانت بطرسبرغ ، روسيا

## روابط خارجية
- ستيف ليفين على موقع كرة السلة الأوروبية.كوم (الإنجليزية)
- ستيف ليفين على موقع DraftExpress.com (الإنجليزية)
- ستيف ليفين على موقع كلية كرة السلة في سبورتس رفرنس.كوم (الإنجليزية)
- ستيف ليفين على موقع ريلجم (الإنجليزية)
- ستيف ليفين على موقع بروبوليرز (الإنجليزية)